# Angus McLaren
Angus McLaren, né le 3 novembre 1988 à Wonthaggi (en) dans le Victoria, est un acteur australien d'origine écossaise. Il est connu pour ses rôles de Lewis Mc Cartney dans H2O et de Nathan Rafter dans la série Packed to the Rafters. 

## Biographie
Ses parents (Kerena et Peter McLaren), sont tous les deux écossais et comédiens. 
Il a grandi dans une ferme laitière, à l'est de Melbourne. Son frère ainé Aidan est batteur dans le groupe populaire de hard rock Long Walk Home.
Après des apparitions dans un certain nombre de productions amateur pour le Théâtre Lyrique de Leongatha, ainsi que dans des productions scolaires, il passe au niveau professionnel avec un rôle dans la série d'ABC Something in the Air, à l'âge de 11 ans.
Plusieurs nouveaux crédits de TV suivirent, y compris la série pour enfant Mes meilleurs ennemis (CoxKnight), Grand Galop (Danny) et Fergus McPhail (Burberry), rôles d'invité sur Blue Heelers (Southern Star).
Le premier rôle principal d'Angus fut en 2004 dans la série pour enfant Silversun, qui a été diffusé sur Seven Network et sur ABC. Son début de long métrage a suivi en 2005 avec le film à petit budget Court of Lonely Royals, dirigé par Rohan Michel Hoole. 2005 a aussi vu le travail d'Angus sur The Last Man Standing pour les productions Burberry. McLaren est aussi un des personnages principaux de H2O et de Packed to the Rafters. Angus McLaren a eu 27 ans en novembre 2015.

## Vie privée
Angus McLaren a été en couple avec l'actrice et chanteuse australienne Indiana Evans, son ancienne partenaire dans H2O de 2009 à 2012.

## Filmographie

### Cinéma
- 2002 : Shuang tong : le cadavre de St. Louis
- 2006 : Court of Lonely Royals
- 2018 : Attaque à Mumbai : Eddie

### Télévision

#### Séries télévisées
- 2000 : Something in the Air : Jason Cassidy
- 2002 : Worst Best Friends : Eddie
- 2003 : Grand Galop (The Saddle Club) : Danny
- 2003 : CrashBurn : Ben à 15ans
- 2003 : Les Voisins (Neighbours) : Jamie Clarke
- 2004 : Fergus McPhail : Bob
- 2004 : Silversun : Degenhardt Bell
- 2005 : Last Man Standing : Brendan Barton
- 2005 : Blue Heelers : Brad Delaney
- 2006–2010 : H2O (H2O: Just Add Water) : Lewis McCartney
- 2008 : All Saints : Angus Wilson
- 2008 - 2013 : Packed to the Rafters : Nathan Rafter
- 2017 : Doctor Doctor : Dr Toke (saison 2)
- 2018-2019 : Summer Bay : Lance Salisbury
- 2020 : Back to the Rafters (en) : Nathan Rafter